# 5 Camelopardalis
5 Camelopardalis, som är stjärnans Flamsteed-beteckning, är en dubbelstjärna i den sydvästra delen av stjärnbilden Giraffen. Den har en skenbar magnitud på ca 5,52 och är svagt synlig för blotta ögat där ljusföroreningar ej förekommer. Baserat på parallaxmätning inom Hipparcosuppdraget på ca 4,2 mas, beräknas den befinna sig på ett avstånd på ca 770 ljusår (ca 236 parsek) från solen. Den rör sig bort från solen med en heliocentrisk radialhastighet på ca 2,4 km/s.

## Egenskaper
Primärstjärnan 5 Camelopardalis A är en vit till blå stjärna i huvudserien av spektralklass B9.5 V. Abt och Morrell (1995) fann emellertid en luminositetsklass av IV, vilket antyder att den istället är en underjättestjärna som utvecklas bort från huvudserien. Den har en massa som är ca 3,4 gånger solens massa, en radie som är ca 5,3 gånger större än solens och utsänder ca 290 gånger mera energi än solen från dess fotosfär vid en effektiv temperatur på ca 9 900 K.
Den astrometriska följeslagaren 5 Camelopardalis B av skenbar magnitud 12,9 ligger med en vinkelseparation av 12,9 bågsekunder.